# ایمن سرور
ایمن سرور (عربی: أيمن سرور مرهون الموالي؛ زادهٔ ۲۵ آوریل ۱۹۸۰) بازیکن فوتبال اهل عمان بود.
وی همچنین در تیم ملی فوتبال عمان بازی کرده‌است.